# Smilax aquifolium
Smilax aquifolium är en enhjärtbladig växtart som beskrevs av Ferrufino och Werner Rodolfo Greuter. Smilax aquifolium ingår i släktet Smilax och familjen Smilacaceae. Inga underarter finns listade.